# Starnet Consulting
Starnet Consulting este o companie de servicii IT din Cluj-Napoca.
Cifra de afaceri în 2008: 2,3 milioane lei (0,6 milioane euro)